# Мужчина, собирающий плоды с дерева
«Мужчина, собирающий плоды с дерева» (фр. Homme cueillant des fruits dans un paysage jaune (La Récolte)) — картина французского художника-постимпрессиониста Поля Гогена из собрания Государственного Эрмитажа.
На картине изображён мужчина-таитянин в голубой с красным цветочным рисунком одежде, который, вытянувшись вверх, срывает некие плоды с ветки дерева у себя над головой. Слева от него стоят две белые козы. На общем фоне преимущественно жёлтого цвета видны полосы зелёной травы и отдельные стволы пальм и небольших деревьев с мелкими красными цветками. Слева внизу слабочитаемая подпись художника и дата: P. Gauguin 97.
Как следует из подписи художника картина написана в 1897 году во время второй поездки Гогена на Таити. 9 декабря 1898 года готовая картина была послана Гогеном с Таити во Францию, в галерею Амбруаза Воллара, в общем списке картина значилась под № 9 и под названием «Мужчина собрающий плоды в жёлтом пейзаже с двумя белыми козами». 
4 мая 1906 года её купил московский промышленник и коллекционер С. И. Щукин; вместе с ней он купил две картины Поля Сезанна «Акведук» и «Автопортрет» (обе ныне в Пушкинском музее), общая сумма покупки составила 30 тысяч франков.
После Октябрьской революции собрание Щукина было национализировано, и с 1923 года картина находилась в Государственном музее нового западного искусства. В 1948 году ГМНЗИ был расформирован и картина была передана в Государственный Эрмитаж. С конца 2014 года выставляется на четвёртом этаже здания Главного штаба, зал 413.
По мнению А. Г. Барской «художник воплотил здесь образ человека, находящегося на грани утраты бездумной радости бытия и протягивающего руки к древу познания добра и зла». Н. Ю. Семёнова констатирует, что «толкование картины довольно простое: чтобы найти себе пропитание, человеку достаточно протянуть руку и сорвать плод. Вот он — земной рай, обетованная земля, которую Гоген нашёл на далёких островах». Она же отмечает, что сам Щукин прекрасно осознавал заложенный художником смысл картины и что в его собрании картина значилась под названием «Золотой век». Однако П. П. Перцов, ещё в 1921 году первым составивший каталог щукинской коллекции, утверждает что картина значилась под названием, очень близком современному: «Мужчина, срывающий плоды с дерева». 
Считается что этот образ Гоген позаимствовал с рисунка неизвестного художника круга Рембрандта.
В 1897—1898 годах Гоген работал над своим большим программным полотном «Откуда мы пришли? Кто мы? Куда мы идём?» (Музей изящных искусств в Бостоне) и поза мужской фигуры с эрмитажной картины в зеркальном отображении повторена на картине из Бостона, где занимает центральное место, сам мужчина изображён не в закрытой одежде, а только в набедренной повязке. Гоген в письме своему другу Шарлю Морису в июле 1901 года так пояснял смысловое содержание этого персонажа: «Что мы такое? Повседневная жизнь. Человек инстинктивно спрашивает себя, что всё это значит». Несмотря на то, что Гоген в письме Морису утверждал, что бостонская картина была написана «в течение одного месяца, без какой-либо подготовки, без предварительных этюдов», существует большой набросок к этой картине с центральной мужской фигурой; этот набросок находится в собрании музея Орсе. Аналогичная фигура в набедренной повязке изображена на картине «Таити. Персонажи “Кто мы?”», которая также является предварительной к бостонской картине (холст, масло; 92 × 73 см; частная коллекция в США) .
Еще одна относительно близкая фигура находится на картине «Faa ara» («Пробуждение») из собрания Новой глиптотеки Карлсберга в Копенгагене (1898 год; холст, масло; 93 × 73 см). На этой картине мужчина одет полностью, цвет одежды розовый, и немного изменёно положение рук и ног.
И наконец в 1903 году, незадолго до своей смерти, Гоген вновь обратился к этой фигуре в картине «Призыв»: здесь он воспроизвёл её как женский образ и в полностью обнажённом виде. Эта картина находится в собрании Национальной галереи искусства в Вашингтоне (холст, масло; 65,5 × 75,6 см; инвентарный №1976.63.1). 
Главный научный сотрудник Отдела западноевропейского изобразительного искусства Государственного Эрмитажа, доктор искусствоведения А. Г. Костеневич, противопоставляя эрмитажную и бостонскую картины пишет: «В [бостонском] панно этот персонаж играет важную символическую роль: аллюзия древа познания вполне очевидна. В „Мужчине, собирающем плоды с дерева“ философская идея ещё неотчётлива, картина скорее походит на бытовую сцену» и далее он высказывает предположение, что по этой причине эрмитажная картина была написана раньше бостонской.

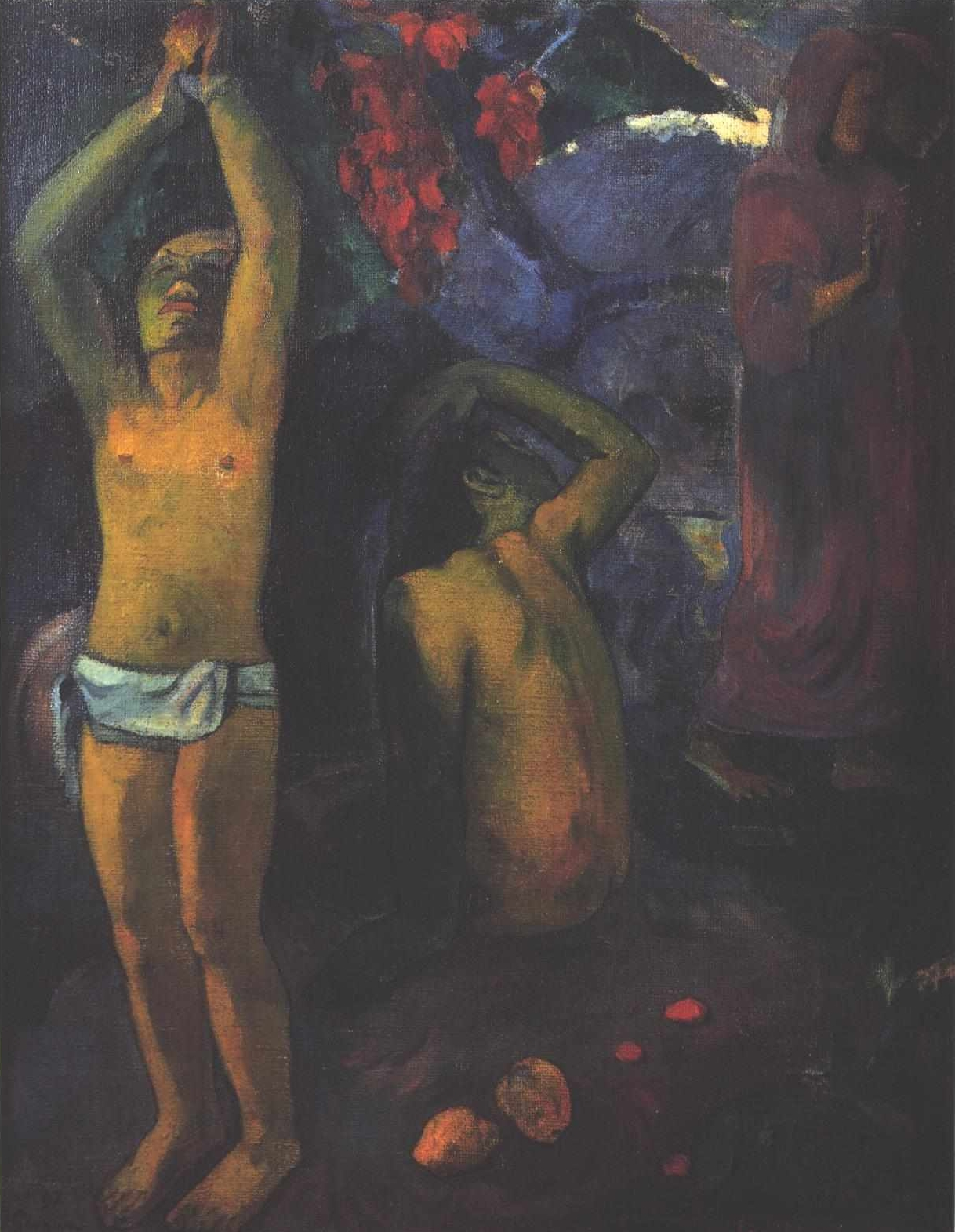
«Таити. Персонажи “Кто мы?”». 1897 год. Частная коллекция, США
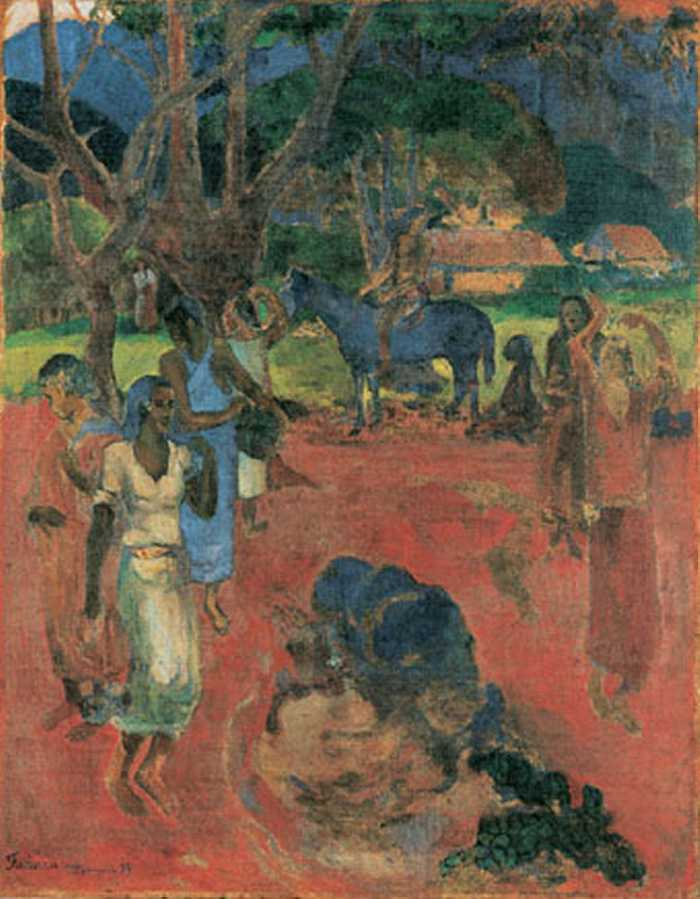
«Faa ara» («Пробуждение»). 1898 год. Новая глиптотека Карлсберга
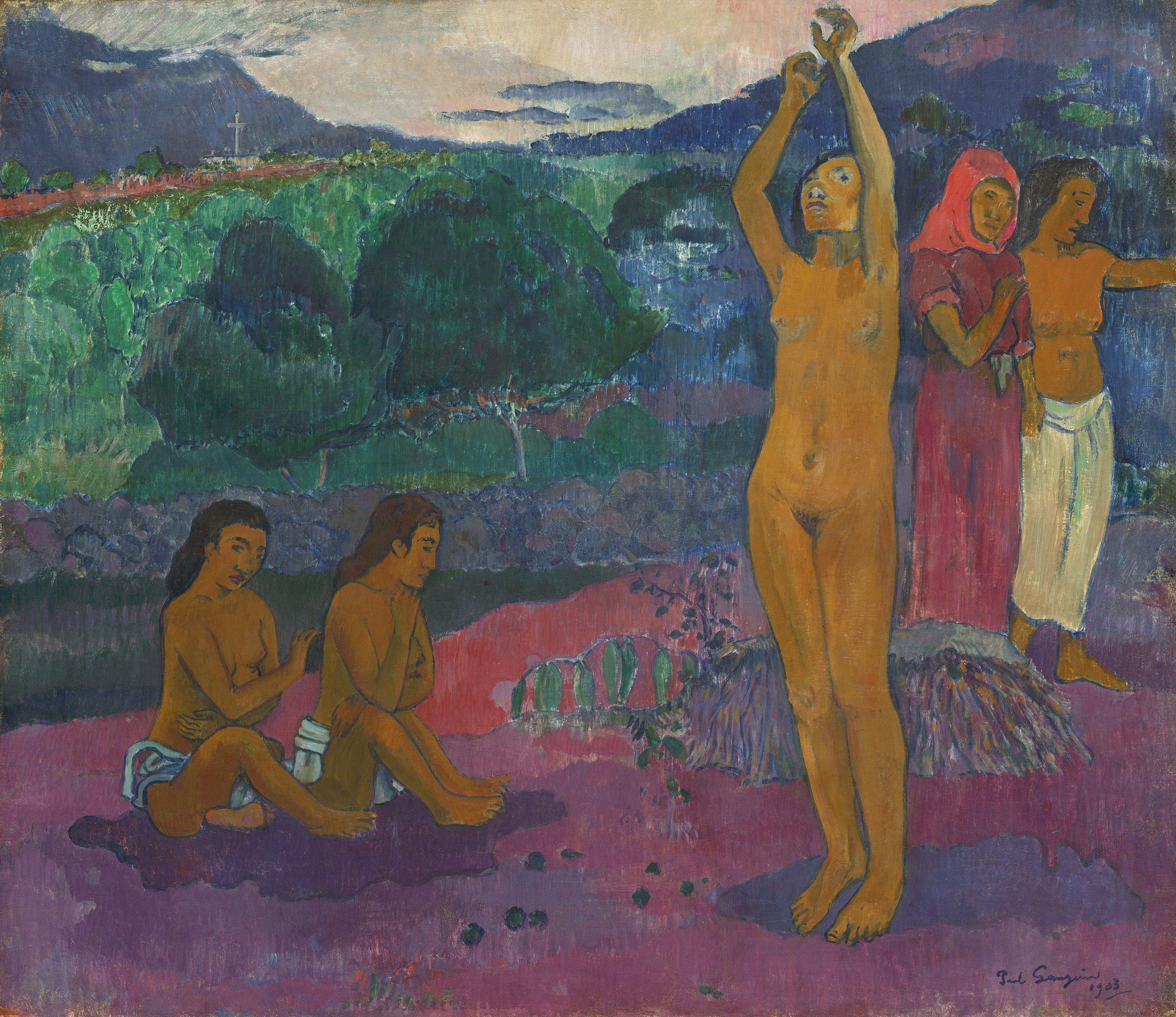
«Призыв». 1903 год. Национальная галерея искусства